# فرودگاه دامان
فرودگاه دامان (به انگلیسی: Daman Airport) یک فرودگاه نظامی با کد یاتا NMB است که یک باند فرود آسفالت دارد و طول باند آن ۱۸۰۱ متر است. این فرودگاه در شهر دامان کشور هند قرار دارد و در ارتفاع ۱۰ متری از سطح دریا واقع شده‌است.